# Barguziński Rezerwat Biosfery

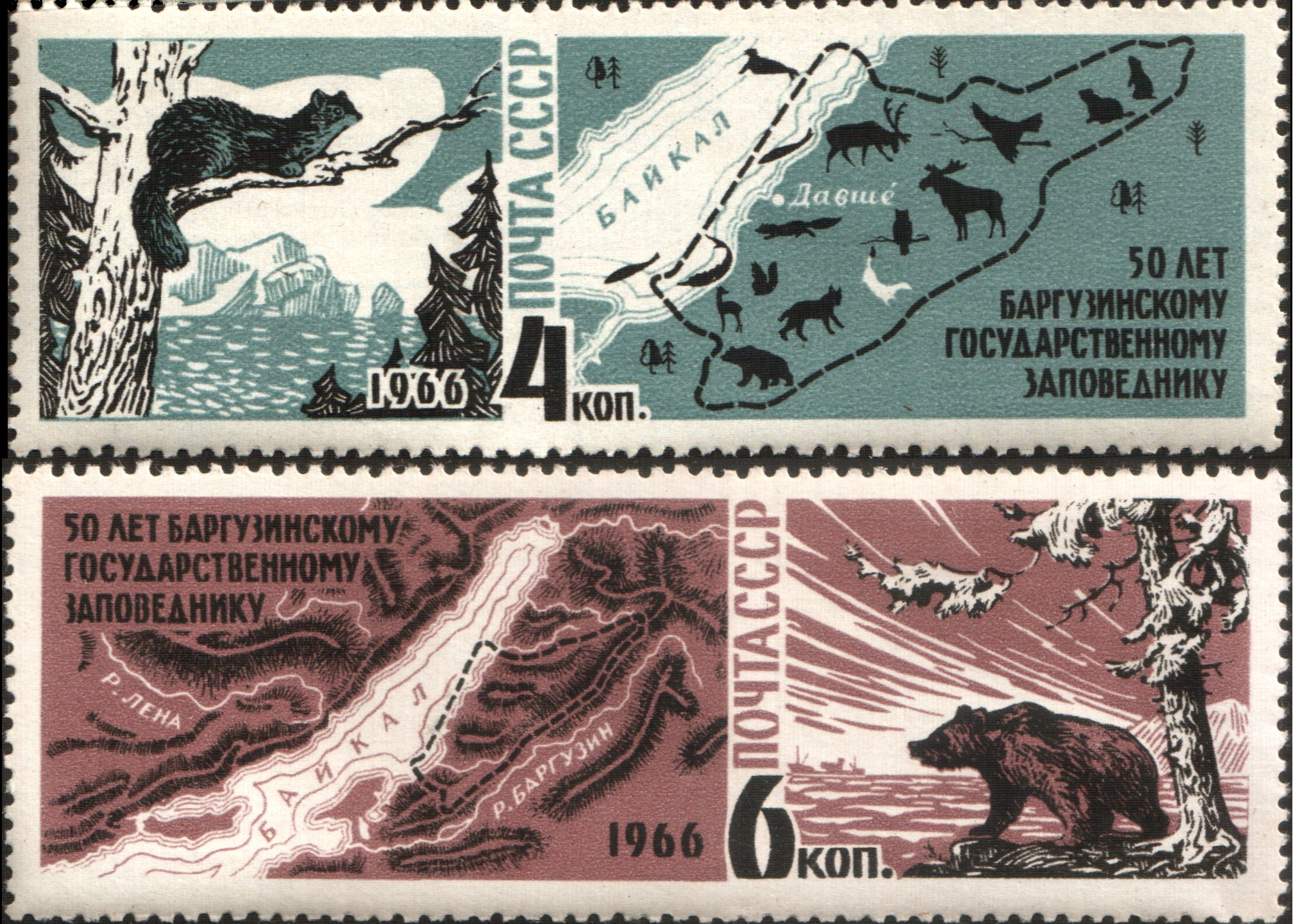
Znaczki wydane przez Pocztę ZSRR w 1966 r. z okazji 50. lecia rezerwatu Barguzińskiego

Barguziński Rezerwat Biosfery Баргузинский заповедник – ścisły rezerwat przyrody (zapowiednik) nad jeziorem Bajkał w Buriacji. Położony wzdłuż wschodniego brzegu jeziora, w jego północnej części, na zachodnich stokach Grzbietu Barguzińskiego.
Założony 17 maja 1916 r. decyzją gubernatora irkuckiego i zatwierdzony przez cara 29 grudnia tegoż roku (11 stycznia 1917 r. według obecnego kalendarza, tę datę przyjmuje się za oficjalny dzień powstania tego rezerwatu), stał się pierwszym i jedynym państwowym rezerwatem przyrody powstałym w Rosji. Głównym jego zadaniem była ochrona sobola, który ze względu na wyjątkowo cenne futro był w owym czasie bardzo przetrzebiony na terenie całej Syberii (np. na terenie rezerwatu na początku XX w. żyło już tylko około 40 soboli). Tę konkretną lokalizację rezerwatu wybrano ze względu na to, że na obszarze Grzbietu Barguzińskiego żyła populacja soboli o wyjątkowo ciemnym futrze, które ze względu na swoją barwę uważane było za najcenniejsze. Do rezerwatu przylegał podległy mu teren myśliwskiego gospodarstwa doświadczalnego, gdzie od 1916 prowadzono badania nad sobolami, m.in. hodując parę soboli w niewoli. W momencie powstania rezerwat wraz z gospodarstwem obejmował 570 tys. ha (z tego sam rezerwat miał 200 tys. ha), później jego zasięg silnie się zmieniał i obecnie wynosi 263 200 ha, w tym 15 tys. ha przybrzeżnych wód Bajkału, które dołączono do rezerwatu w 1958 r. W 1986 r. uznano go za rezerwat biosfery UNESCO. W 1996 roku wraz z jeziorem Bajkał i jego okolicami (Nadbajkalski Park Narodowy, Zabajkalski Park Narodowy, Rezerwat Bajkalsko-Leński, Bajkalski Rezerwat Biosfery) został wpisany na Listę Światowego Dziedzictwa UNESCO pod nazwą „Jezioro Bajkał”. W 2004 roku został zakwalifikowany przez BirdLife International jako ostoja ptaków IBA. Od 1953 r. w rezerwacie działa muzeum przyrody.
W momencie założenia rezerwatu w 1916 r. wysiedlono z tego obszaru niezbyt liczną społeczność (w głównej osadzie Sosnowka mieszkało 19 rodzin) żyjących tu od wieków Ewenków.
Na terenie rezerwatu z rzadkich ptaków gniazduje bielik, bocian czarny. Liczna jest populacja orzechówki, która na tym obszarze odżywia się w dużej mierze nasionami sosny syberyjskiej, potocznie zwanej w Rosji cedrem. Z rzadszych ssaków żyje tu około 150 niedźwiedzi brunatnych i duża jak na rejon bajkalski populacja wydr, licząca około 50 sztuk. Populacja soboli jest zmienna w zależności od roku, w niektórych latach osiąga 1500-2000 osobników. Najwięcej soboli występuje w tych partiach tajgi, w której przeważa sosna syberyjska.